# Johan Asplund
Johan Asplund (født 18. maj 1937, død 13. november 2018) var en fremtrædende svensk sociolog, social psykolog og oversætter. Han var interesseret i social interaktion og etnometodologi. Asplund var professor emeritus ved Lunds Universitet, og var forinden professor i socialpsykologi ved Københavns universitet.
Han skrev blandt andet "Om undran inför samhället" om videnskabsteori, hvor han betonede det kvalitative og tolkende frem for traditionelle sociologiske kvantitative tilgange. Hans mest læste bog er det "sociale liv elementære former" (1987), hvor han analyserede de vigtigste elementer i den klassiske social-psykologiske forskning og tilhørende eksperimenter. Asplund lancerede i bogen en teori om, at mennesker generelt er socialt lydhøre eller "svartilbøjelige". 
Johan Asplund betragtes som en af de mest fremtrædende svenske sociologer og sociale psykologer.[kilde mangler].  Johan Asplund bøger er ikke offentliggjort på andre sprog end svensk.[kilde mangler]

## Priser og hædersbevisninger
- Kellgrenpriset 1997
- John Landquists pris 2003
- Svenska Akademiens essäpris 2007